# Wolftrap Mountain

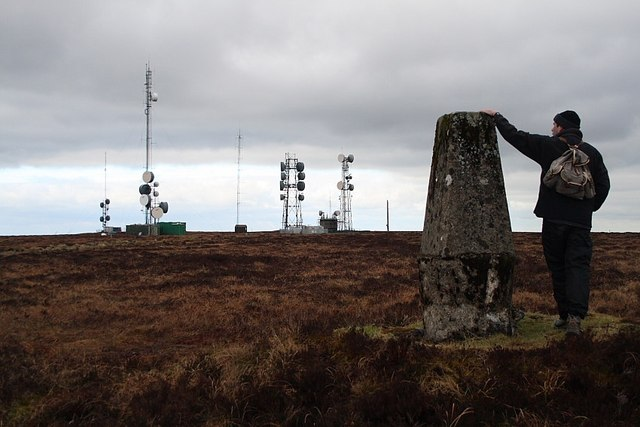
Höchster Punkt des Wolftrap Mountains

Der Wolftrap Mountain (irisch Sliabh Ghaiste na Mac Tíre, „Berg der Falle der Wölfe“) ist ein Gipfel in den Slieve Bloom Mountains in Irland. Er ist mit 487 m der vierthöchste Gipfel in den Slieve Blooms und liegt auf der Grenze zwischen den Countys Laois und Offaly.
Der Wolftrap Mountain ist über die Straße R440 zwischen Mountrath und Kinnitty gut erreichbar. Von einer kleinen Parkbucht aus führt ein etwa 1,5 km  langer Schotterweg mit nur noch geringer Steigung zum Gipfel. Hier befinden sich ein Trigonometrischer Punkt und mehrere Sendemasten.
Vom Gipfelplateau aus hat man eine schöne Aussicht in alle Richtungen, besonders aber nach Westen auf die ebene Landschaft des Shannon. Die Slieve Blooms wurden in den letzten Jahren stark aufgeforstet, jedoch wurden die Gipfellagen freigehalten, so dass hier noch die ursprüngliche Moorlandschaft vorhanden ist.
Der genaue Ursprung des Namens ist unklar; Wölfe waren in Irland im 17. Jahrhundert noch weit verbreitet. Der letzte Wolf im County Laois wurde 1700 erlegt (der letzte Wolf in Irland 1786).